# 袋澗
袋澗（ふくろま）は、漁獲したニシンを海中で一時的に保管する港湾施設である。

## 概要
北海道の日本海沿岸は大正後期までニシン漁で栄えていた。だが積丹半島や寿都・島牧方面は断崖絶壁が直に海に落ち込む地形であり、ニシンを陸揚げする土地が不足していた。そこで、捕獲したニシンを詰め入れた枠網は一時的に海中に保留されたが、この地域はニシン漁期中に時化ることが多かったため、枠網がそのまま流出する失態も多かった。これでは漁獲のために払われた労力が水の泡になってしまう。そこで地元の網元たちは網の流出を防ぐため、私財を投じて石垣の堤を築設し、その中にニシンを小袋に分けて一時的に貯蔵することにした。これが袋澗である。石垣は堅牢に築かれ、時化の折でも堤で囲まれた袋澗内は静穏を保ち、貯蔵に最適であった。また袋澗は、ニシンの小袋を保管する機能に加え、ニシン漁で使用する船舶の船溜まりや漁獲物の水揚げ場としての機能も兼ね備えるなど、網元たちのニシン漁業の根拠地として整備され、個人所有の「ミニ漁港」としての性格を帯びていた。
袋澗は寿都や島牧、函館、利尻・礼文島でも築造されているが、多くは積丹半島、とりわけ神恵内村と泊村、積丹町大字神岬町に存在し、北海道全体では約300の袋澗があるという。多くがニシン漁業の最盛期だった明治後期から大正前期にかけて築設され、袋澗を持つ網元はニシンの漁獲が多く資金力も備わっていたといわれる。石垣は多くの袋澗が間知石練積構造を採用しているが、石枠型や堤のない切澗も見られる。

## ニシン漁業衰退後
昭和に入るとニシン漁は衰退し、昭和中頃には袋澗も役目を終えた。だが袋澗を漁港に改造する事例もある。袋澗が漁港になった例を以下に示す。
- 日司漁港・神岬漁港（積丹町）
- 川白漁港・柵内漁港・赤石漁港・神恵内漁港（神恵内村）
- 盃漁港・泊漁港・茶津漁港（泊村）

そのほか船揚場として整備されたものもある。
しかし上記の袋澗は漁港などとして改修されたため、建造当時のまま保存されているわけではない。また多くの袋澗は利用もされず放置され、原型をとどめていないものも多い。近年では島牧村の袋澗が水産庁指定の「未来に残したい漁業漁村の歴史文化財産百選」に選出されるなど、北海道の歴史的産業遺産として注目される動きもある。

## 参考資料
- 積丹半嶋袋澗調査図 ‐ 1928年（昭和3年）に北海道庁によって漁港築造を目的にまとめられ、往時の袋澗の状況を知ることができる。
- 積丹半島の「袋澗」北海道文化財研究所調査報告第2集 ‐ 1987年（昭和62年）に北海道文化財研究所が現地調査の結果をまとめている。
- 積丹町史
- ニシン漁を支えた土木技術 石田享平